# Stadspark (Lier)
Het Lierse Stadspark is een stadspark in het zuiden van het stadscentrum van Lier, in de Belgische provincie Antwerpen. Het park grenst aan de Nete en de Grote Nete en wordt doorkruist door de Binnennete. Het stadspark ligt aan de vesten en de Netelaan en heeft een kleine vijver, een speeltuin, een minigolf, tennisvelden en het Koffiehuisje, een cafetaria.
Het terrein van het oostelijke deel van het park maakte vroeger deel uit van het voormalige Groote Hofstadt of Hof van Geertruyen (verwijzend naar de eigenaars tweede helft 19de eeuw), het huidige Timmermans-Opsomermuseum. Dit was een voormalig lusthof met gebouwen, broeikassen, een tuin, een blekerij en hooilanden. In de eerste helft van de 19de eeuw was het eigendom van Emmanuel Schram. Schram, een plantenliefhebber, toverde het park om in een arboretum. Vanaf 1968 werden de gebouwen gebruikt als museum voor Lierse kunstenaars.
In 1917 werden de gronden door de stad aangekocht en werd de site heraangelegd als een openbaar park, wat vervolgens in 1919 geopend werd.
Naast het stadspark is er een avontuurlijke speeltuin en een lig- en picknickweide, hier stond tot 2011 het voormalige stedelijk zwembad.
In het stadspark staat een buste van de kunstsmid Louis Van Boeckel.

## Fotogalerij

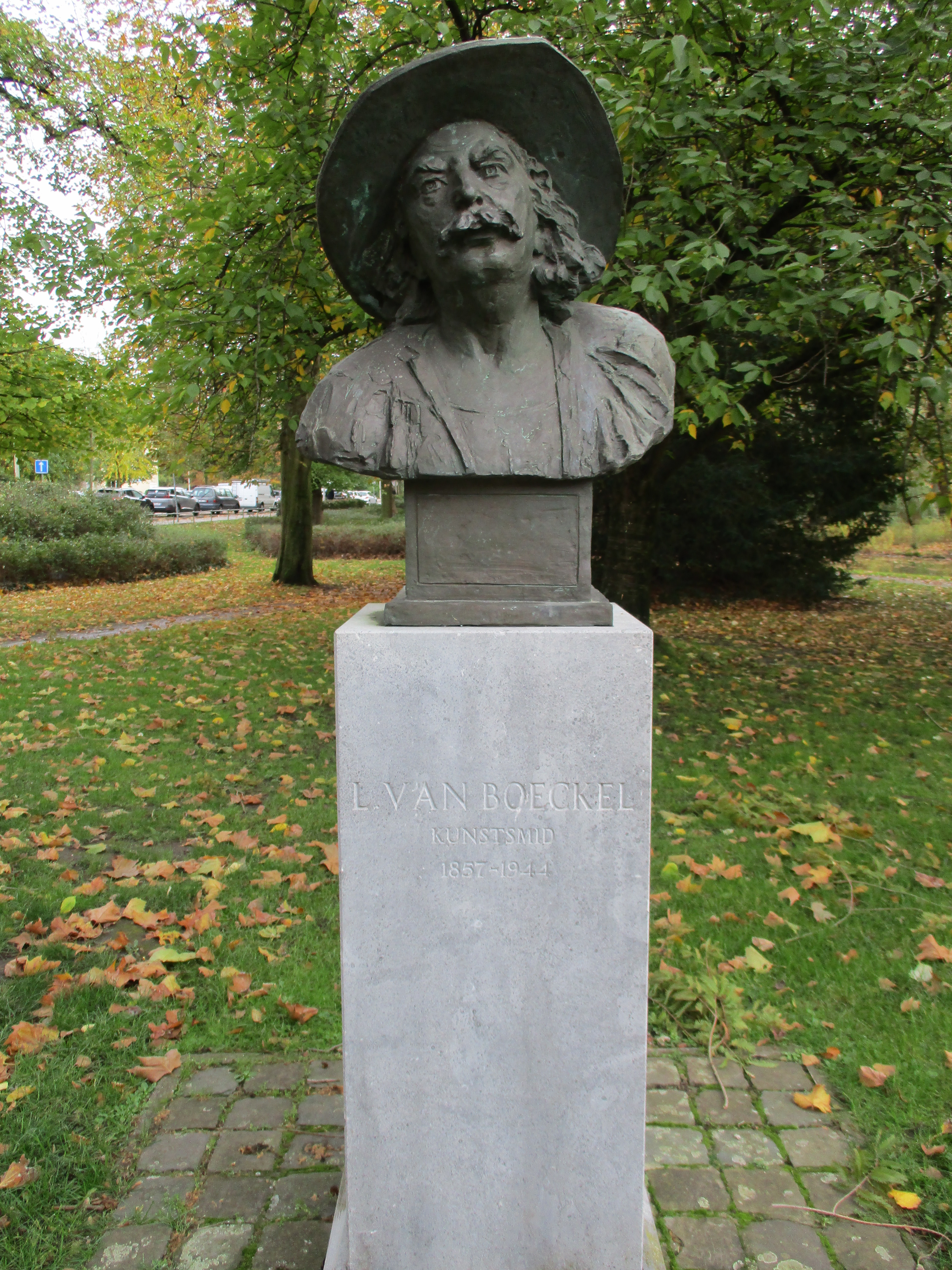
Buste Louis Van Boeckel in het stadspark van Lier
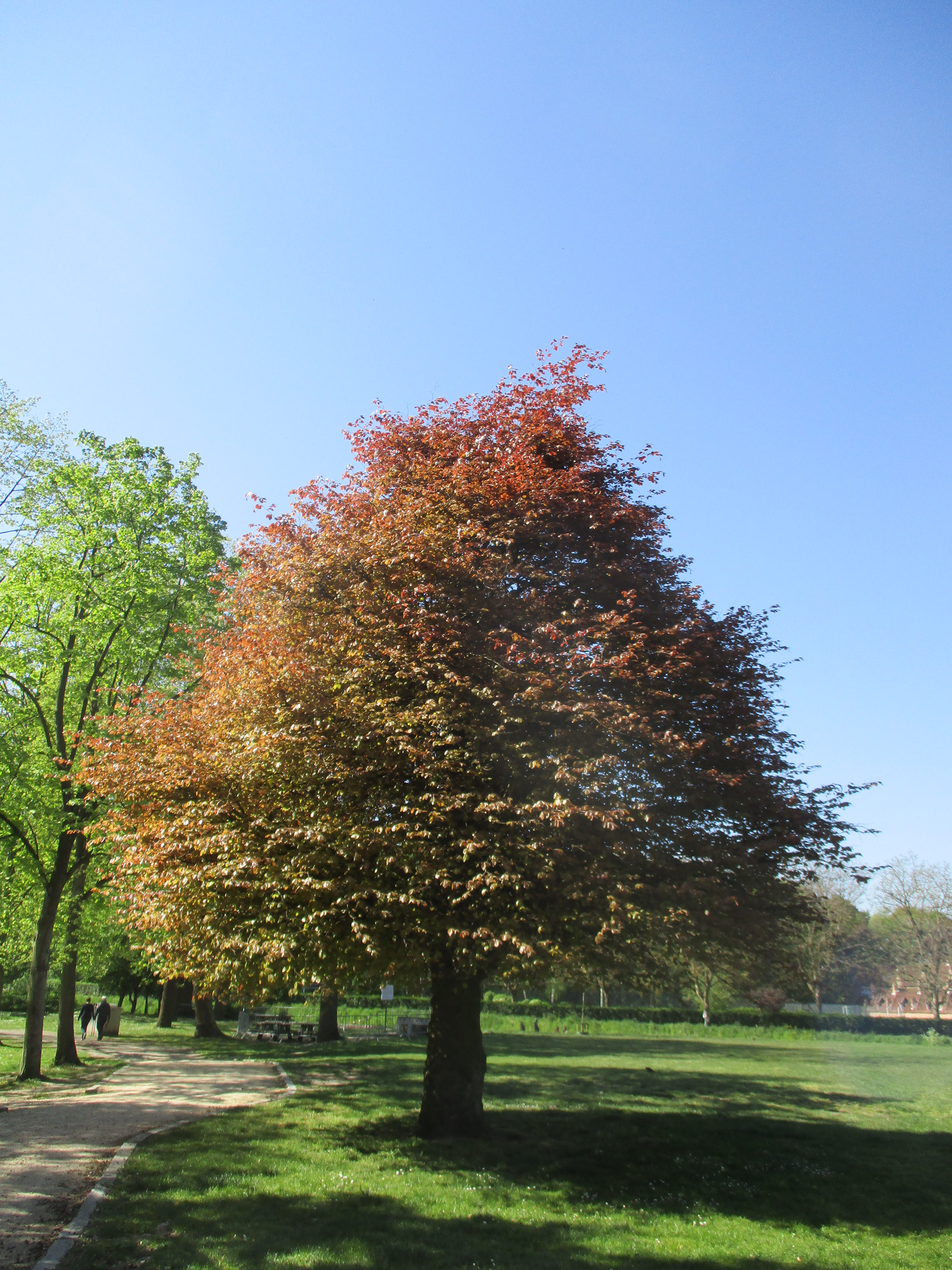
Stadspark Lier in 2020
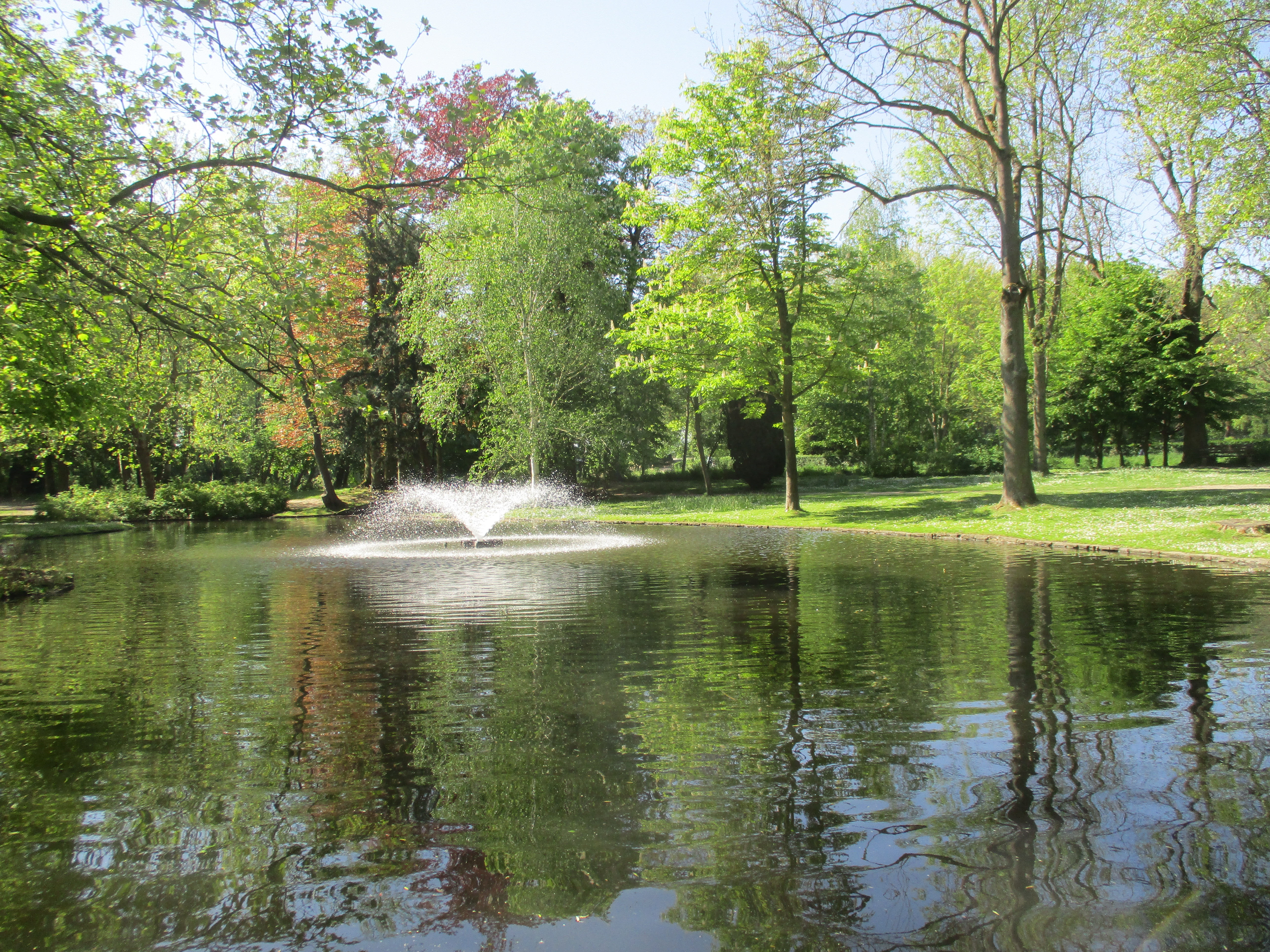
Stadspark Lier zomer 2020
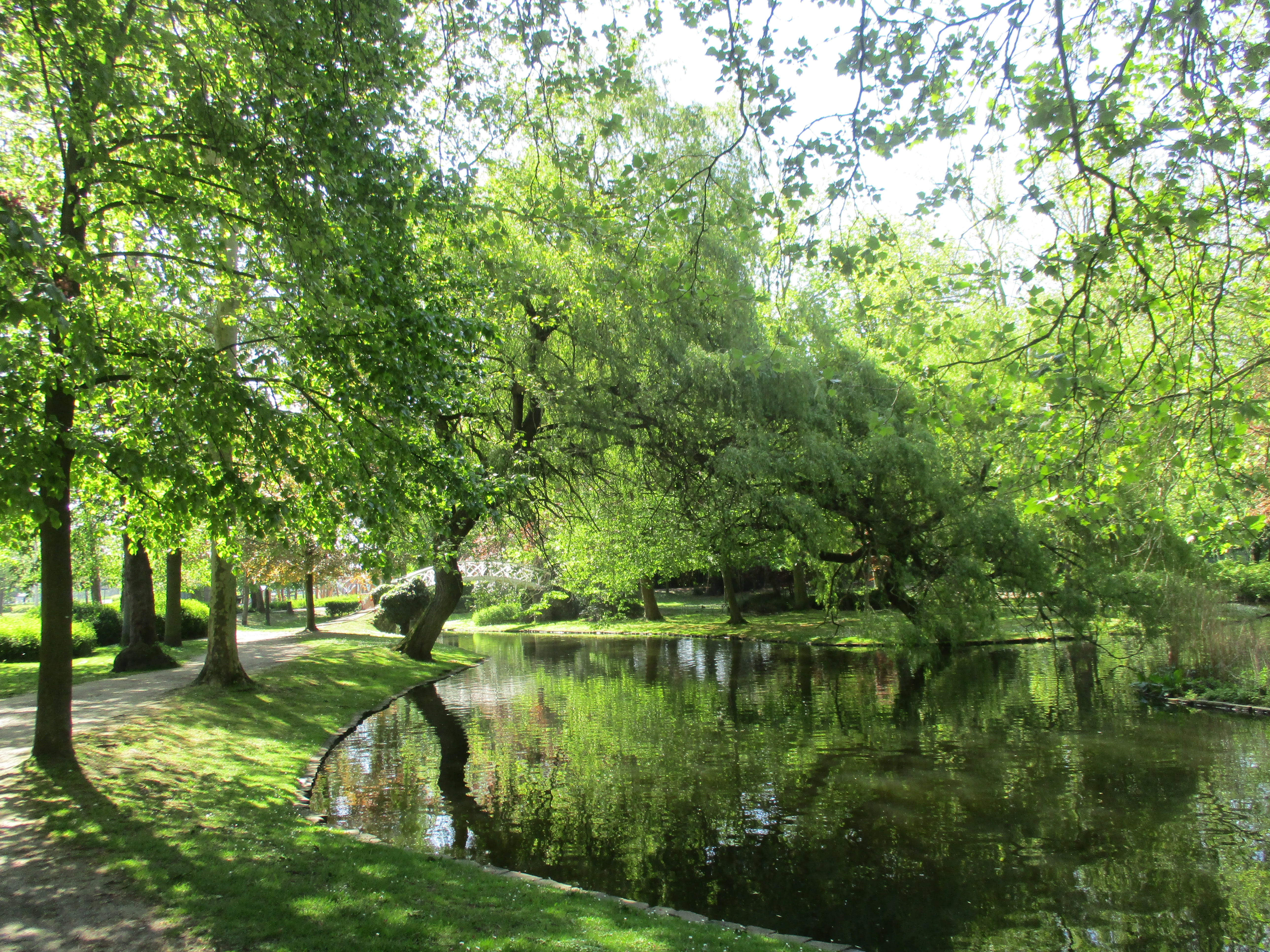
Stadspark Lier 2020
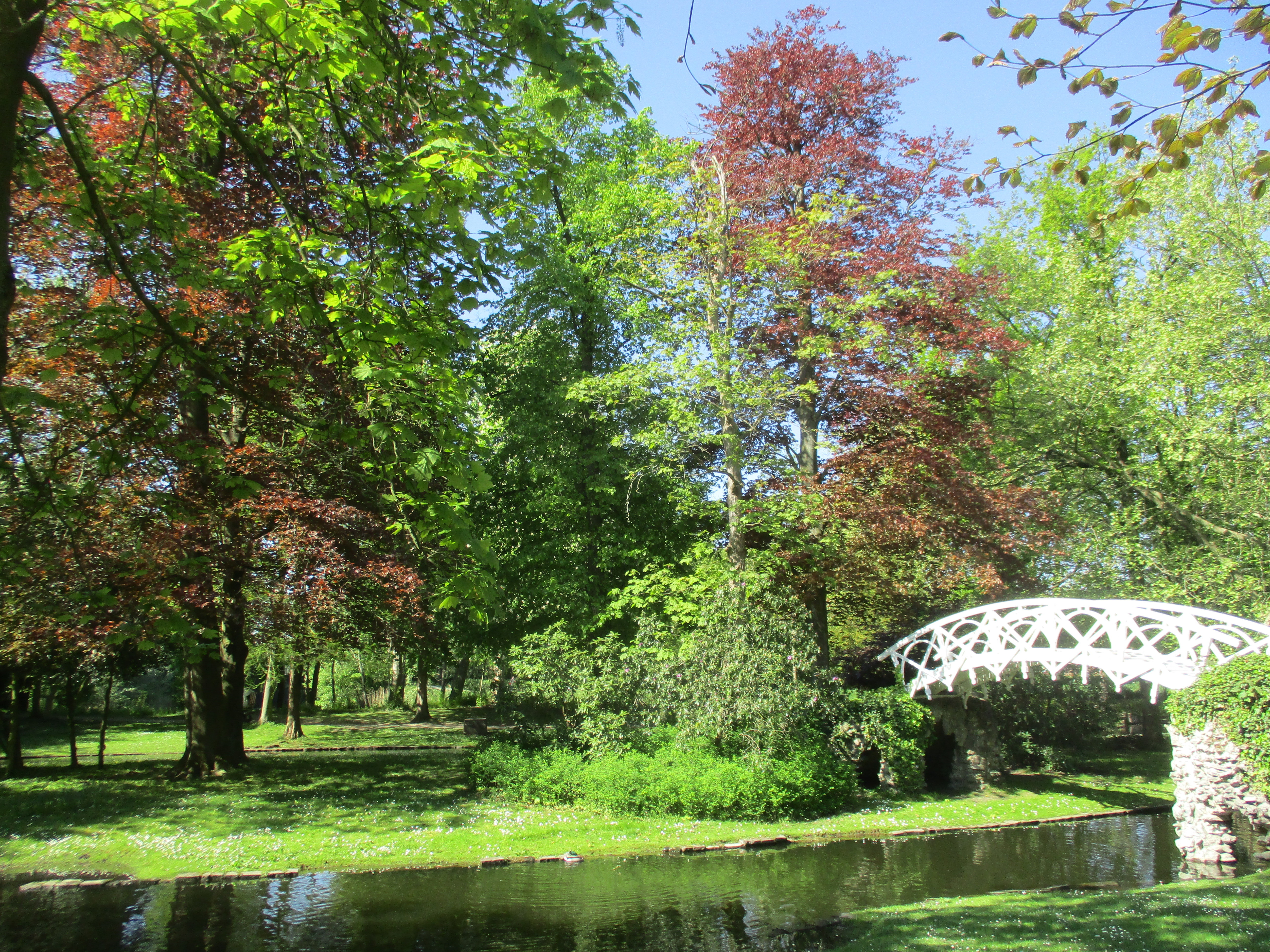
Stadspark Lier anno 2020
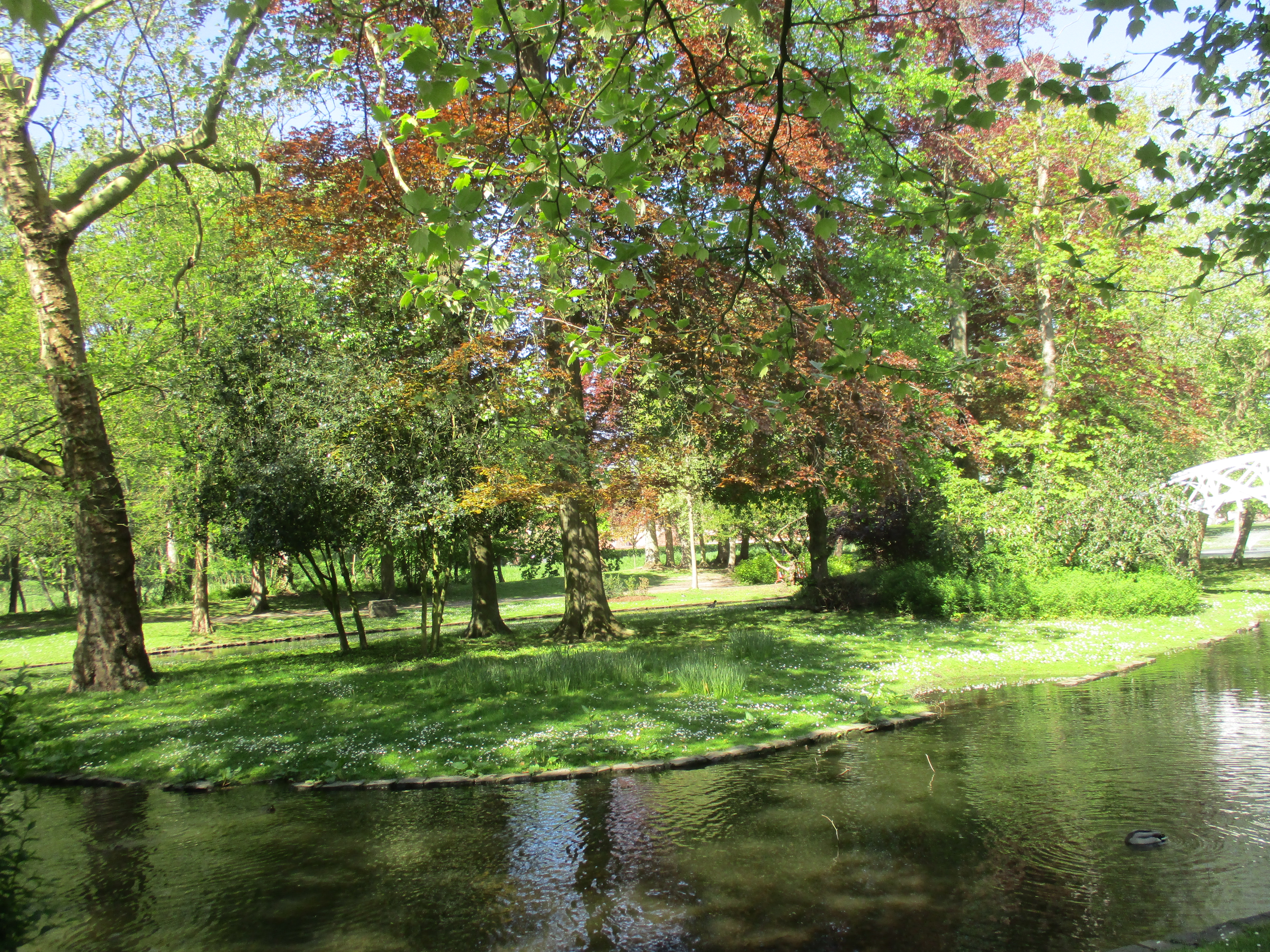
Zicht op het  stadspark Lier anno 2020
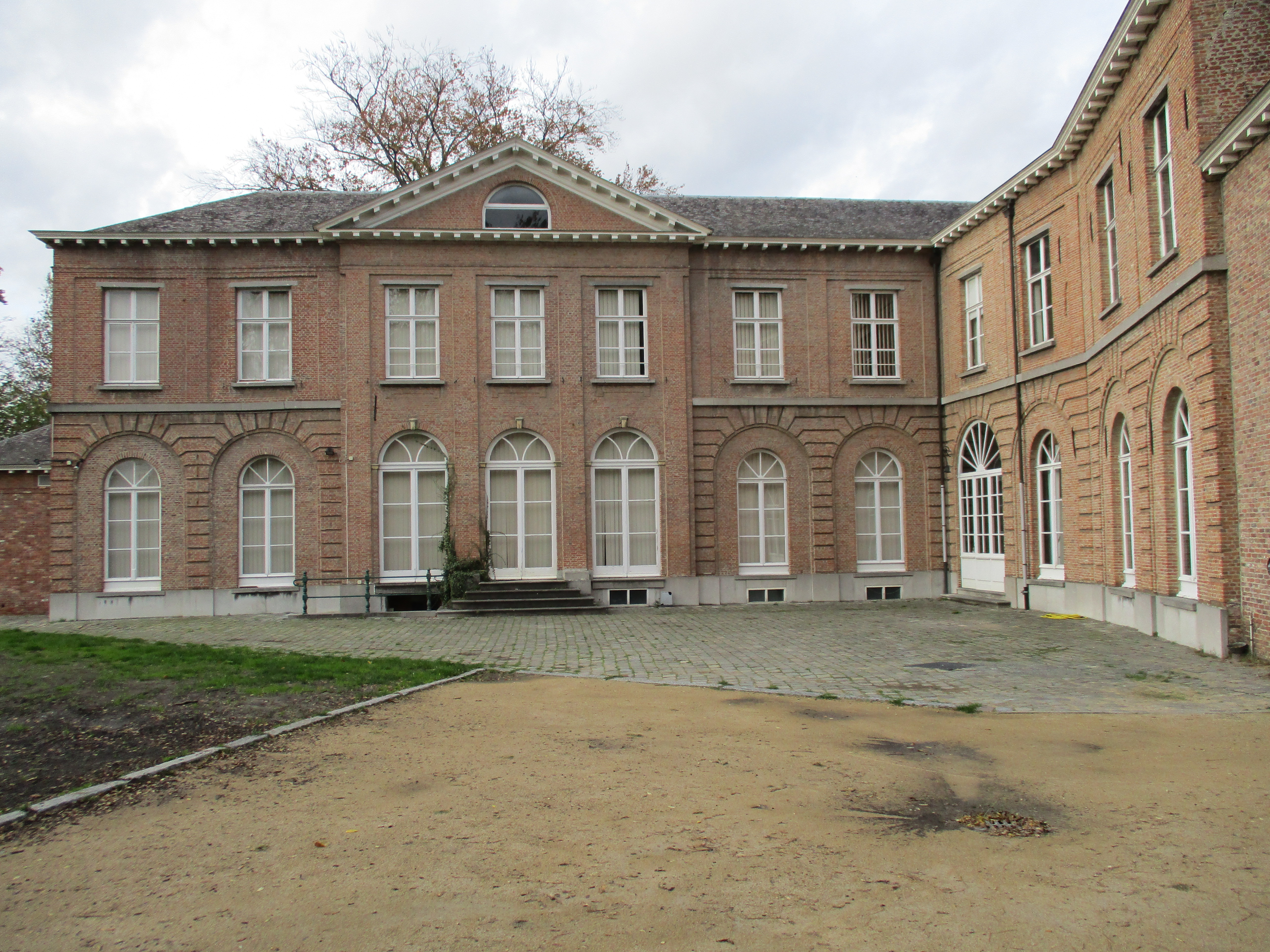
Achterzijde Timmermans-Opsomerhuis gezien vanuit het stadspark te Lier